# 鲍洛格·鲍拉日
鲍洛格·鲍拉日（匈牙利語：Balogh Balázs，匈牙利語發音：[ˈbɒloɡ ˈbɒlaːʒ]；1990年6月11日—）是一位匈牙利足球運動員。在場上的位置是中場。他現在效力於匈牙利足球甲級聯賽球隊帕克斯足球俱樂部。他也代表匈牙利國家足球隊參賽。